# 當扎海耶
當扎海耶（鄒語：Tancahae），又稱塔山女神，是台灣鄒族神話中的神祇之一（一說精靈），也是山崩、土石流的主要原因之一。

## 傳說
傳說當扎海耶住在塔山上，當她掃地時，會把砂石從山上掃下去，造成山崩。鄒族人不堪其擾，於是製作一個巨大的假陽具立起來，女神看到假陽具後便會害羞不敢出門，避免山崩的發生。
另有說法認為，山崩是女神生氣或心情不好時亂丟石頭導致。

## 文化
鄒族來吉部落、逐鹿社區裡都立有巨大的陰莖雕像，便是在納莉、莫拉克颱風等土石流災難發生後，居民根據當扎海耶的傳說，為了祈福而製作的。